# Podlešín
Podlešín là một làng thuộc huyện Kladno, vùng Středočeský, Cộng hòa Séc.